# Dodanga lobipennis
Dodanga lobipennis là một loài bướm đêm trong họ Crambidae. Chúng thường được tìm thấy ở Sri Lanka.